# Квінт Авлій Церретан
Квінт Авлій Церретан (лат. Quintus Aulius Cerretanus; ? —315 до н. е.) — політичний, державний та військовий діяч Римської республіки, консул 323 і 319 років до н. е.

## Життєпис
Походив з плебейського роду Авліїв. У 323 році до н. е. його було обрано консулом разом з Гаєм Сульпіція Лонгом. Того року до війни з самнітами додалася війна в Апулії. Війна велася як проти самих апулійцев, так й їхніх союзників самнітів. В Апулію було відправлено Квінта Авлія. Римські війська сплюндрували апулійські землі, проте, відкритих бойових дій не було.
У 319 році до н. е. його вдруге обрано консулом, цього разу разом з Луцієм Папірієм Курсором. Під час військової кампанії Авлій розбив ферентійців і примусив їх до здачі  міста.
У 315 році до н. е. диктатор Квінт Фабій Максим Рулліан призначив Квінта Церретана своїм заступником - начальником кінноти. Обидва вони прибули з підкріпленням до Сатікули, де римляни тримали в облозі зайняте самнітами місто. Коли самніти підійшли близько до римського табору, Квінт Авлій виступив з усією кіннотою і відкинув ворога. Командир самнітів повторно повів свої війська у бій, але був убитий списом, пущеним Квінтом Авліем. Однак, брат самнітського військовика в ході битви, стягнувши Квінта Авлія з коня, убив його. Щоб тіло начальника кінноти не дісталося ворогові, римські вершники спішилися і в рукопашному бою розбили ворога. Відбивши тіло Авлія, римляни внесли його у свій табір. Після програного бою самніти залишили Сатікулу, яку через кілька днів взяли римляни.